# اچ‌ام‌اس آفریقا (۱۷۶۱)
اچ‌ام‌اس آفریقا (۱۷۶۱) (به انگلیسی: HMS Africa (1761)) یک کشتی بود که طول آن ۱۵۸ فوت (۴۸ متر) بود. این کشتی در سال ۱۷۶۱ ساخته شد.